# Gérard Louis-Dreyfus
Gérard Louis-Dreyfus (* 21. Juni 1932 in Paris; † 16. September 2016) war ein französisch-US-amerikanischer Unternehmer.

## Leben
Sein Großvater war Léopold Louis-Dreyfus, der das Unternehmen Louis Dreyfus Group im Jahre 1851 gründete. Sein Vater war Pierre Louis-Dreyfus. Louis-Dreyfus wuchs in Frankreich auf und studierte an der Duke Law School Rechtswissenschaften. Er übernahm die Leitung des Unternehmens Louis Dreyfus Group und nahm später die US-amerikanische Staatsbürgerschaft an.
Nach Angaben des US-amerikanischen Forbes Magazine gehörte Louis-Dreyfus zu den reichsten Franzosen und ist in The World’s Billionaires gelistet.

## Privates
Louis-Dreyfus war von 1959 bis 1962 mit Judith LeFever verheiratet. Aus dieser Ehe ging 1961 die spätere Schauspielerin Julia Louis-Dreyfus hervor. In zweiter Ehe war er seit 1965 mit Phyllis B. Louis-Dreyfus verheiratet. Aus dieser Ehe gingen zwei weitere Töchter hervor, die 1968 und 1974 geboren wurden.